# جنگل ملی پرسکت
جنگل ملی پرسکت (به انگلیسی: Prescott National Forest) یک پارک ملی در ایالت آریزونا در آمریکا است.
مساحت این جنگل ۵۱۰۰ کیلومتر مربع است.